# Crocidura polia
Crocidura polia es una especie de musaraña (mamífero placentario de la familia Soricidae).

## Distribución geográfica
Es endémica de la República Democrática del Congo.